# Bulgaria (genre)
Bulgarie
Genre
Bulgaria, la Bulgarie, est un genre de champignons (Fungi) ascomycètes de la famille des Phacidiaceae. Le terme de « Bulgaria » créé par Elias Magnus Fries en 1822 aurait pour étymologie latine d'origine gauloise « bulga », une bourse de cuir,. Il s'agit de champignons forestiers saprotrophes produisant de larges apothécies noires, turbinées, grégaires, gélatineuses et dont les asques ou au moins une partie d'entre eux sont brun sombre. Bulgaria inquinans, la Bulgarie salissante, est l'espèce type de ce genre.

## Les espèces de France
Liste des espèces présentes en France selon INPN (19 octobre 2021) :
- Bulgaria fuscobadia (Rebent.) : Fr.
- Bulgaria inquinans (Pers.) Fr., la Bulgarie salissante
- Bulgaria lilacea Quél.
- Bulgaria pellucens (Schumach.) : Fr.

## Ensemble des espèces
Liste de l'ensemble des espèces acceptées selon Index Fungorum (19 octobre 2021) :
- Bulgaria cyathiformis Henn.
- Bulgaria geralensis Henn.
- Bulgaria inquinans (Pers.) Fr.
- Bulgaria moelleriana Henn.
- Bulgaria prunicola Syd. & P.Syd.
- Bulgaria pusilla Syd. & P.Syd.
- Bulgaria sydowii Henn.
- Bulgaria turbinata Massee
- Bulgaria urnula Henn.